# Acid arsenơ
Acid arsenơ là hợp chất vô cơ có công thức hóa học là H3AsO3.